# Bisdom Oyem

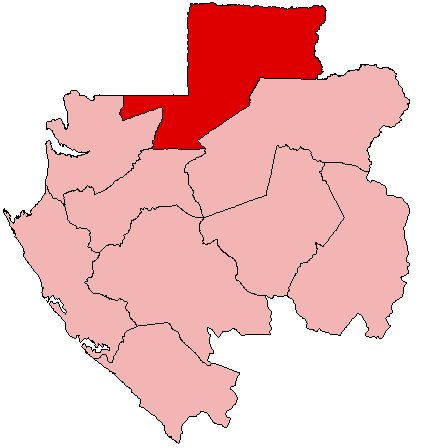
Het bisdom (rood) binnen Gabon

Het bisdom Oyem (Latijn: Dioecesis Oyemensis) is een rooms-katholiek bisdom met als zetel Oyem in Gabon. Het is een suffragaan bisdom van het aartsbisdom Libreville. Het bisdom werd opgericht in 1969. De hoofdkerk is de kathedraal Saint-Charles-Lwanga in Oyem.
In 2019 telde het bisdom 10 parochies. Het bisdom heeft een oppervlakte van 38.465 km² en komt overeen met de provincie Woleu-Ntem. Het bisdom telde in 2020 165.000 inwoners waarvan 98,2% rooms-katholiek was.

## Bisschoppen
- François Xavier Ndong Ndoutoume (1969-1982)
- Basile Mvé Engone, S.D.B. (1982-1998)
- Jean-Vincent Ondo Eyene (2000-)